# Foulée blanche

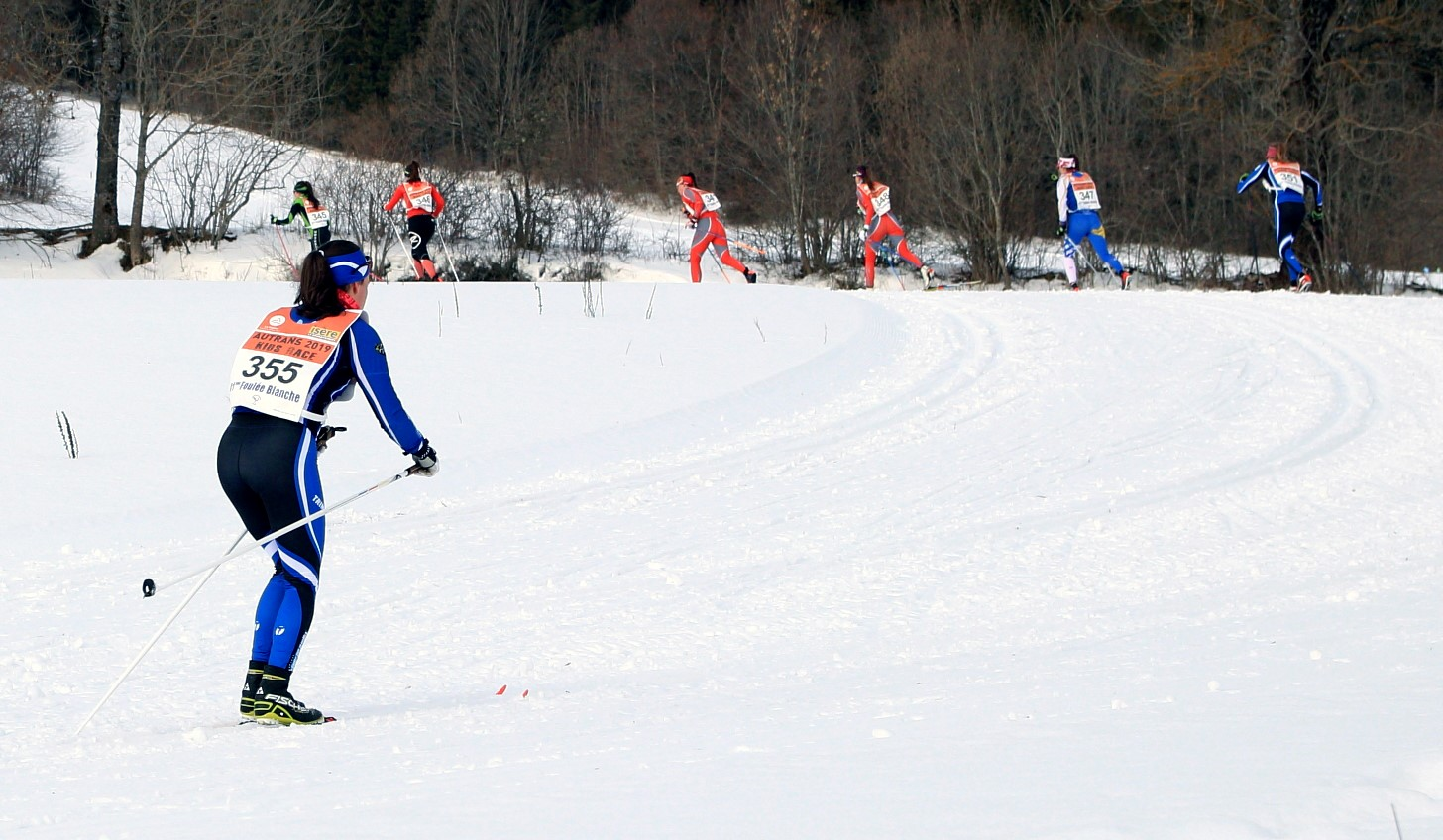
Un moment de la Kids Race de la Foulée blanche 2019.

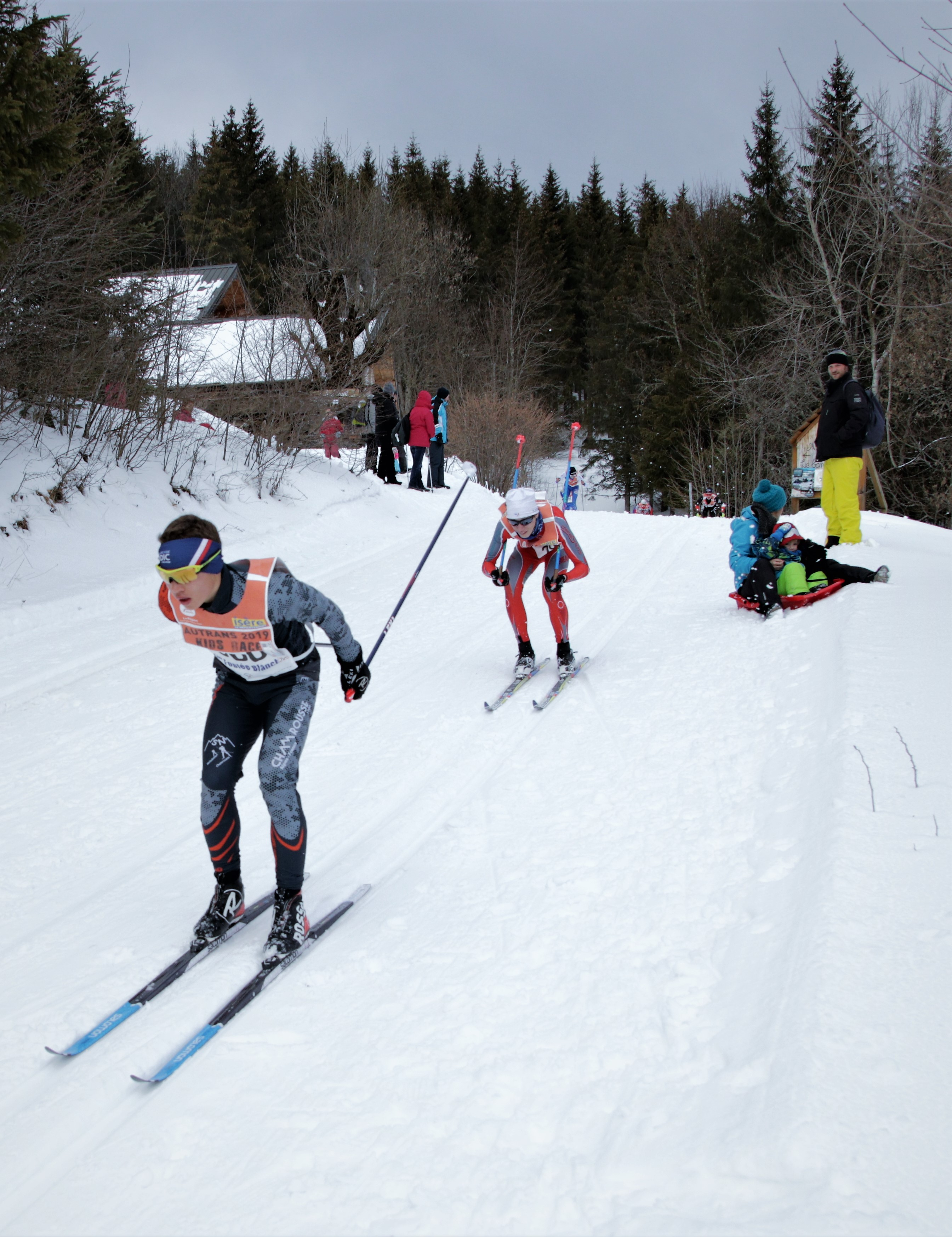
Un moment de la Kids Race de la Foulée blanche 2019.

La Foulée blanche est une épreuve sportive française de ski de fond. Elle compte avec la Transjurassienne parmi les courses de ski de fond en France les plus célèbres.
Organisée depuis 1979 par la station de ski d'Autrans, la course, qui comportait à l'origine trois épreuves de 5, 10 et 20 kilomètres, s'est enrichie au fil des années, le parcours le plus long faisant actuellement 42 kilomètres.
En parallèle de la Foulée blanche se déroule :
- la foulée des enfants,créée en 1994[2], qui est un parcours de découverte de la nature, chronométré, avec un classement individuel et par classe ;
- la Foulée des jeunes, regroupant des collégiens et lycéens de l'académie de Grenoble inscrits à l'UNSS[3] ;
- une Foulée des seniors comprenant des épreuves de ski de fond et de raquettes.

Le parcours de 42 kilomètres est une boucle, dont le départ et l'arrivée se situent au village d'Autrans, menant les concurrents dans le Vercors en passant par le plateau de Gève.
En sus d'un dénivelé total de plus de 500 mètres, les difficultés sont omniprésentes : températures plus ou moins rigoureuses, fortes montées comme celle sur le plateau de Gève et une descente rapide et sinueuse pour finir la course.

## Historique
Après l'édition des jeux olympiques d'hiver de 1968 à Grenoble, l'esprit des Jeux olympiques devait perdurer dans la capitale des Alpes. Le Général de Gaulle confia cette mission à Alfred Scheibling, officier à la retraite. Ce dernier devient directeur du syndicat d'initiative puis du centre de ski nordique, il prend en charge l'entretien des infrastructures olympiques d'Autrans et le développement du ski de fond dans la région.
Abandonner les infrastructures olympiques n'étaient pas une solution pour le maire d'Autrans, Thierry Gamot, « Il y a toujours eu cette volonté d'assumer cet héritage. Nous savons tous ce que nous devons aux JO. C'est dans l'ADN d'Autrans ». Ni pour Marc Giraud, qui a longtemps été responsable des pistes d'Autrans « On a gardé les infrastructures car il y a une culture du ski de fond qui s'appuient sur un réseau de passionnés ».
Lors de sa première édition en 1979, la course comptait déjà 3 240 participants.
Depuis sa création, la Foulée blanche a rassemblé plus de 140 000 participants qui ont parcouru un total de 2 300 000 kilomètres[réf. souhaitée].
La Foulée blanche connaît son record de participation en 1987 avec 17 801 participants toutes épreuves confondues.
En 2016, la course devient accessible aux sportifs handisport et entre dans le circuit international de la Worldloppet, devenant ainsi une nouvelle étape de la coupe du monde de ski de fond longues distances.
Le manque de neige a entraîné l'annulation de neuf éditions de l'épreuve depuis sa création : en 1988, 1989, 1990, 1993, 1996, 1998, 2007, 2015, et 2017. En 2016, malgré un enneigement relativement faible, la course est maintenue mais l'épreuve de 42 kilomètres est réduite à 30 km.

### Foulée Blanche 2018
De nombreux évènement ont eu lieu à Autrans-Méaudre en février 2018 à l'occasion des cinquante ans des Jeux olympiques d'hiver de 1968 à Grenoble.

### Foulée blanche 2021
En raison de l'épidémie de COVID-19, l'organisation de l'édition 20201 de la foulée blanche 2021 a été entièrement revue de manière inédite : en effet les participants volontaires peuvent la faire seul, en famille ou entre amis et collègues en présentiel du 2 au 31 janvier. Une application mobile a été créée « La Foulée Blanche » : elle permet au participant de lancer son chronomètre et de l'enregistrer pour les résultats. Une connexion réseau est nécessaire.